# Gynacantha constricta
Gynacantha constricta là loài chuồn chuồn trong họ Aeshnidae. Loài này được Hämäläinen mô tả khoa học đầu tiên năm 1991.